# Anatolij Stawka
Anatolij Hryhorowycz Stawka, ukr. Анатолій Григорович Ставка, ros. Анатолий Григорьевич Ставка, Anatolij Grigorjewicz Stawka (ur. 28 marca 1959 w obwodzie czernihowskim) – ukraiński piłkarz, grający na pozycji bramkarza, trener piłkarski.

## Kariera piłkarska

### Kariera klubowa
Wychowanek Internatu Sportowego w Ługańsku. Pierwszy trener Wadym Dobyża. W 1977 roku rozpoczął karierę piłkarską w drużynie Orbita Kyzyłorda, później nazywała się Meliorator Kyzyłorda. W 1980 powrócił do Ługańska i bronił barw miejscowej Zorii Woroszyłowgrad. Latem 1983 został zaproszony przez trenera Jewhena Kuczerewskiego do Sudnobudiwnyka Mikołajów. W mikołajowskim zespole występował przez 11 lat, pełnił funkcje kapitana drużyny. Po uzyskaniu niepodległości przez Ukrainę w 1992 klub zmienił nazwę na Ewis Mikołajów. Podczas przerwy zimowej sezonu 1993/94 przeszedł do Naftochimika Krzemieńczuk, w którym zakończył karierę piłkarską w 1995 roku.

## Kariera trenerska
Po zakończeniu kariery piłkarskiej rozpoczął pracę szkoleniową. Od stycznia 1996 pomagał trenować klub, w którym spędził najwięcej czasu swojej kariery bramkarza - SK Mikołajów. Od lipca do grudnia 2004 trenował klub Olimpija FK AES Jużnoukraińsk. Od 2005 do czerwca 2008 pracował w sztabie szkoleniowym Obołoni Kijów. Od lipca 2008 roku trenował MFK Mikołajów, a 3 marca 2015 objął stanowisko głównego trenera klubu. Pracował przez miesiąc na czele klubu, a potem w sztabie szkoleniowym MFK Mikołajów.

## Sukcesy i odznaczenia

### Sukcesy indywidualne
- wicemistrz Ukraińskiej SRR: 1990
- brązowy medalista Ukraińskiej SRR: 1984, 1985

### Odznaczenia
- tytuł Mistrza Sportu ZSRR